# 經濟部水利署
經濟部水利署（簡稱水利署）為中華民國經濟部所屬之行政機關，主管全國河川、水利、水資源相關業務之推動及其政策、法規之擬訂與執行。

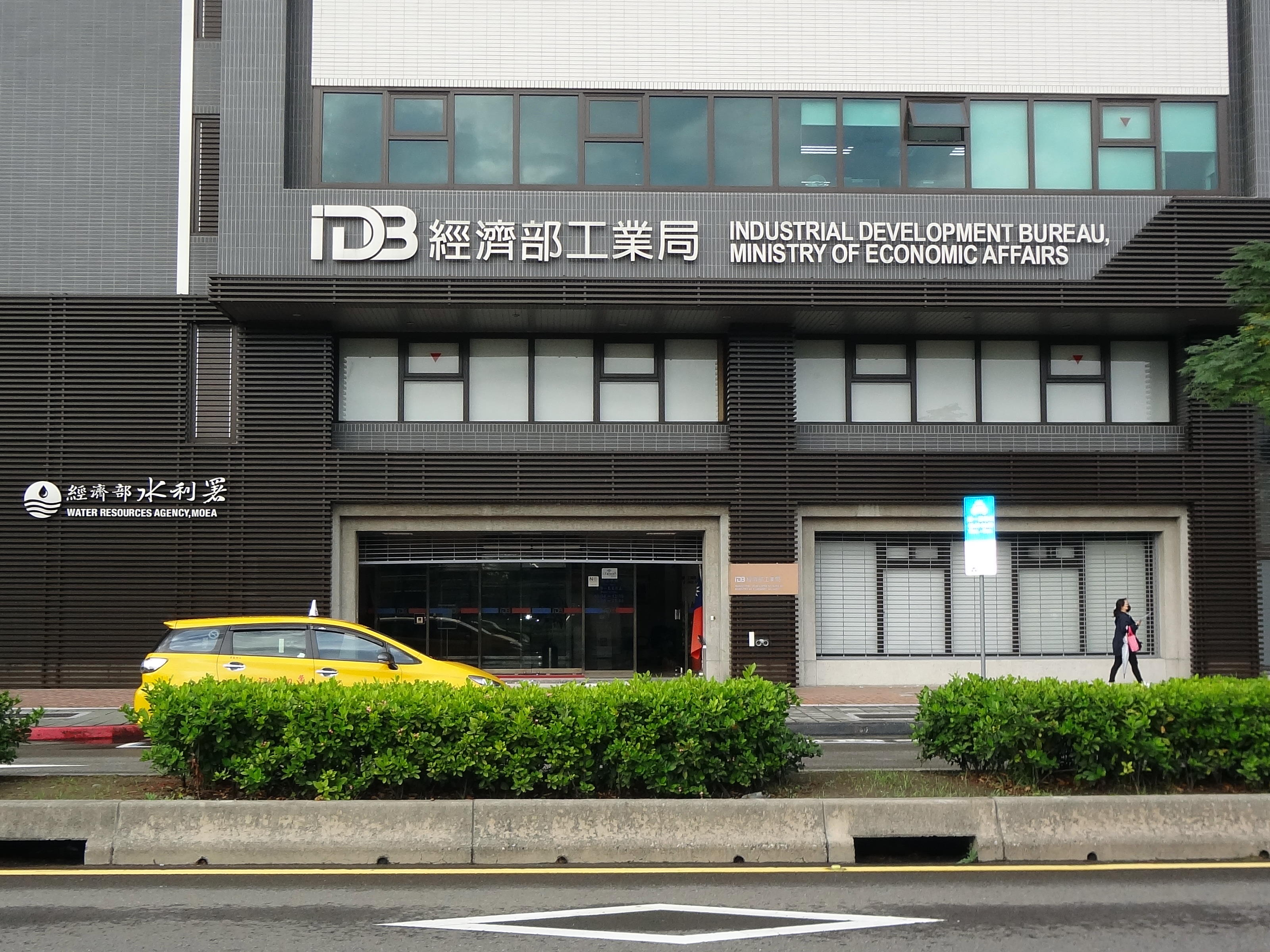
經濟部產業發展署總部、經濟部水利署臺北辦公區

## 沿革
- 1941年7月，行政院成立「行政院全國水利委員會」。
- 1946年6月，行政院全國水利委員會改組為「行政院水利委員會」。
- 1947年1月，日治時期之臺灣總督府農商局耕地課擴編為「臺灣省行政長官公署農林處農田水利局」。5月16日，臺灣省行政長官公署改為臺灣省政府。7月1日，臺灣省行政長官公署工礦處公共工程局水利組與農林處農田水利局合併成立「臺灣省政府建設廳水利局」；陸續成立宜蘭、三星、桃園、湖口、新竹、臺中、草嶺、員林、北港、斗六、岡山、阿公店、高雄、屏東、鹽埔、臺東、花蓮工程處與高雄、蘇澳轉運站以及水文、測量總隊。
- 1947年4月，行政院水利委員會再改組為「水利部」，隔年5月正式公佈。
- 1949年3月15日行政院改組後，裁撤行政院水利部。5月10日，總統令制定公布《經濟部組織法》，經濟部下設置水利署。12月，中華民國政府遷臺。
- 1956年5月，臺灣省政府建設廳水利局宜蘭、新竹、臺中、員林、北港、阿公店、屏東、臺東、花蓮、斗六、岡山工程處改稱第一至十二工程處，其餘則裁撤。9月1日，臺灣省政府建設廳水利局改稱為「臺灣省政府水利局」，仍隸屬建設廳，為省屬三級機構。
- 1959年3月，經濟部中央水利實驗處裁撤，業務併入「經濟部水資源統一規劃委員會」（簡稱水資會）。10月，省水利局增設機械修理廠、機械工程隊。
- 1960年5月，水利局增設四個規劃調查隊及第一至第七水文站。
- 1968年3月，水利局增設河川治理規劃總隊。
- 1969年8月5日，臺灣省政府建設廳地下水工程處裁撤，業務併入水利局。
- 1976年7月1日，臺灣省土地資源開發委員會裁撤，業務併入水利局；水利局並裁撤第十、十一工程處以及蘇澳、高雄轉運站，第十二工程處改為第十工程處，並在工程處下增設調查課。
- 1996年12月，經濟部水利司與經濟部水資源統一規劃委員會合併改制為「經濟部水資源局」。
- 1997年1月，臺灣省石門水庫管理局、曾文水庫管理局、鯉魚潭水庫管理局與水利局下的第一至第十工程處、中部水資源開發工程處、南部水資源開發工程處、規劃總隊、機械工程隊、阿公店水庫管理委員會、石岡壩管理委員會整併為臺灣省北區水資源局、臺灣省中區水資源局、臺灣省南區水資源局、臺灣省第一至第九河川局及臺灣省水利規劃試驗所。5月13日，臺灣省政府建設廳第六科和原有的水利局合併成立「臺灣省政府水利處」，屬省府一級機構。
- 1999年7月1日，臺灣省政府水利處因精省改隸經濟部，名稱為「經濟部水利處」。11月16日，水利處成立第十河川局。
- 2002年3月28日，經濟部整併經濟部水資源局、經濟部水利處、臺北水源特定區管理委員會等水利機關，成立「經濟部水利署」。
- 2023年5月16日，立法院三讀通過《經濟部水利署組織法草案》。6月7日，制定公布經濟部水利署組織法[1] 9月26日，進行組織調整。

## 組織
- 署長一人，職務列簡任第十三職等
  - 副署長三人，職務列簡任第十二職等
    - 總工程司，職務列簡任十一職等至十二職等
    - 主任秘書，職務列簡任第十一職等

### 署內單位
業務單位
- 綜合企劃組；第一科、第二科、第三科、第四科
- 水源經營組；第一科、第二科、第三科、第四科、第五科
- 河川海岸組；第一科、第二科、第三科、第四科、第五科
- 水利行政組；第一科、第二科、第三科、第四科
- 保育事業組；第一科、第二科、第三科、第四科
- 水文技術組；第一科、第二科、第三科
- 水利防災組；第一科、第二科、第三科
- 工程事務組；第一科、第二科、第三科、第四科
- 土地管理組；第一科、第二科、第三科

行政單位
- 秘書室；第一科、第二科、第三科、第四科
- 人事室；第一科、第二科、第三科
- 主計室；第一科、第二科、第三科
- 政風室
- 資訊室；第一科

### 所屬機構

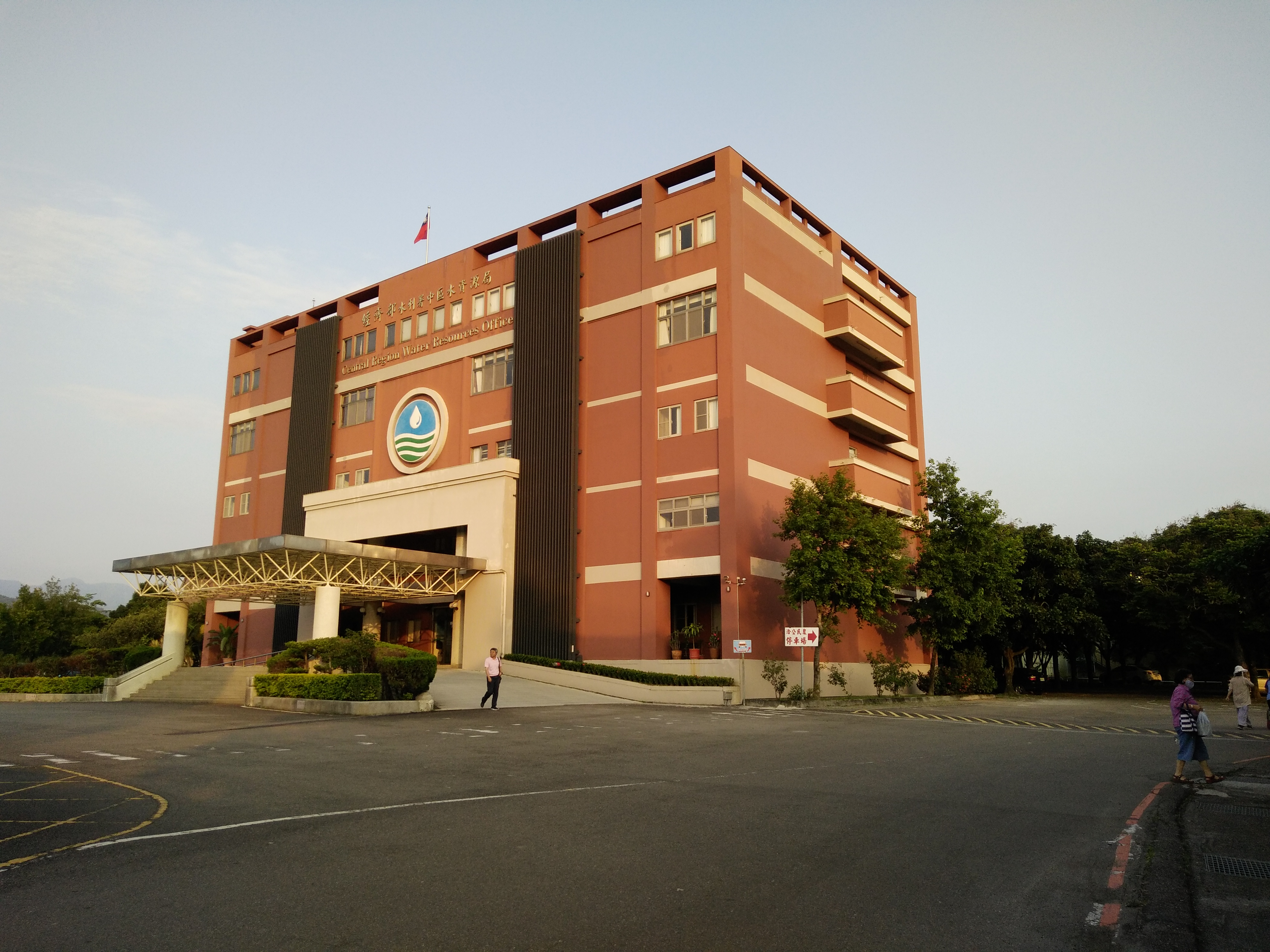
中區水資源分署

- 第一河川分署：管轄蘭陽溪、和平溪／宜蘭縣、部分新北市及連江縣海岸
- 第二河川分署：管轄鳳山溪、頭前溪、中港溪及後龍溪／桃園市、新竹縣、新竹市及苗栗縣海岸
- 第三河川分署：管轄大安溪、大甲溪及烏溪／臺中市海岸
- 第四河川分署：管轄濁水溪／彰化縣海岸
- 第五河川分署：管轄北港溪、朴子溪、八掌溪及急水溪／雲林縣、嘉義縣及部分臺南市海岸
- 第六河川分署：管轄曾文溪、鹽水溪、二仁溪及阿公店溪／部份臺南市及高雄市海岸
- 第七河川分署：管轄高屏溪、東港溪及四重溪／屏東縣及澎湖縣海岸
- 第八河川分署：管轄卑南溪／臺東縣及金門縣海岸
- 第九河川分署：管轄秀姑巒溪、花蓮溪／花蓮縣海岸
- 第十河川分署：管轄淡水河、大漢溪、基隆河、景美溪、新店溪、大漢溪、三峽河／部分新北市及基隆市海岸
- 水利規劃分署
- 北區水資源分署
- 中區水資源分署
- 南區水資源分署
- 臺北水源特定區管理分署

### 業務相關之行政機關
- 自來水事業團體

## 歷任首長
| 任別                        | 姓名                        | 就職時間                    | 卸任時間                    |                             |                             |                             |                             |                             |                             |                             |                             |
| 臺灣省政府建設廳水利局 局長 | 臺灣省政府建設廳水利局 局長 | 臺灣省政府建設廳水利局 局長 | 臺灣省政府建設廳水利局 局長 | 臺灣省政府建設廳水利局 局長 | 臺灣省政府建設廳水利局 局長 | 臺灣省政府建設廳水利局 局長 | 臺灣省政府建設廳水利局 局長 | 臺灣省政府建設廳水利局 局長 | 臺灣省政府建設廳水利局 局長 | 臺灣省政府建設廳水利局 局長 | 臺灣省政府建設廳水利局 局長 |
| --------------------------- | --------------------------- | --------------------------- | --------------------------- | --------------------------- | --------------------------- | --------------------------- | --------------------------- | --------------------------- | --------------------------- | --------------------------- | --------------------------- |
| 1                           | 章錫綬                      | 1947年7月                   | 1958年7月21日               |                             |                             |                             |                             |                             |                             |                             |                             |
| 2                           | 鄧先仁                      | 1958年7月22日               | 1966年6月30日               |                             |                             |                             |                             |                             |                             |                             |                             |
| 3                           | 王道隆                      | 1966年7月1日                | 1972年9月3日                |                             |                             |                             |                             |                             |                             |                             |                             |
| 4                           | 楊學涑                      | 1972年9月4日                | 1973年9月3日                |                             |                             |                             |                             |                             |                             |                             |                             |
| 5                           | 陳敏卿                      | 1973年9月4日                | 1976年7月13日               |                             |                             |                             |                             |                             |                             |                             |                             |
| 6                           | 陳文祥                      | 1976年7月14日               | 1981年10月11日              |                             |                             |                             |                             |                             |                             |                             |                             |
| 7                           | 洪炳麟                      | 1981年10月12日              | 1993年2月1日                |                             |                             |                             |                             |                             |                             |                             |                             |
| 8                           | 謝瑞麟                      | 1993年2月2日                | 1997年1月31日               |                             |                             |                             |                             |                             |                             |                             |                             |
| 代理                        | 黃金山                      | 1997年2月1日                | 1997年5月12日               |                             |                             |                             |                             |                             |                             |                             |                             |
| 臺灣省政府水利處 處長       |                             |                             |                             |                             |                             |                             |                             |                             |                             |                             |                             |
| 1                           | 李鴻源                      | 1997年5月13日               | 1999年12月31日              |                             |                             |                             |                             |                             |                             |                             |                             |
| 2                           | 黃金山                      | 1999年1月1日                | 1999年6月30日               |                             |                             |                             |                             |                             |                             |                             |                             |
| 經濟部水利處 處長           |                             |                             |                             |                             |                             |                             |                             |                             |                             |                             |                             |
| 1                           | 黃金山                      | 1999年7月1日                | 2002年2月19日               |                             |                             |                             |                             |                             |                             |                             |                             |
| 代理                        | 吳憲雄                      | 2002年2月20日               | 2002年3月28日               |                             |                             |                             |                             |                             |                             |                             |                             |
| 經濟部水利署 署長           |                             |                             |                             |                             |                             |                             |                             |                             |                             |                             |                             |
| 1                           | 黃金山                      | 2002年3月28日               | 2003年7月16日               |                             |                             |                             |                             |                             |                             |                             |                             |
| 2                           | 陳伸賢                      | 2003年7月16日               | 2009年10月22日              |                             |                             |                             |                             |                             |                             |                             |                             |
| 3                           | 楊偉甫                      | 2009年10月22日              | 2015年11月10日              |                             |                             |                             |                             |                             |                             |                             |                             |
| 4                           | 王瑞德                      | 2015年11月10日              | 2016年11月11日              |                             |                             |                             |                             |                             |                             |                             |                             |
| 5                           | 賴建信                      | 2016年11月11日              | 2025年3月13日               |                             |                             |                             |                             |                             |                             |                             |                             |
| 代理                        | 林元鵬                      | 2025年3月13日               | 2025年3月19日               |                             |                             |                             |                             |                             |                             |                             |                             |
| 6                           | 林元鵬                      | 2025年3月19日               | 現任                        |                             |                             |                             |                             |                             |                             |                             |                             |

## 附註
1. ↑  .   [2023-06-07]. （原始内容存档于2023-06-07）.

## 外部連結
- 經濟部水利署 （页面存档备份，存于）（繁體中文）（英文）
- E河川-交流水知識的Facebook專頁
- YouTube上的水利影音頻道